# Karabinek Gallager

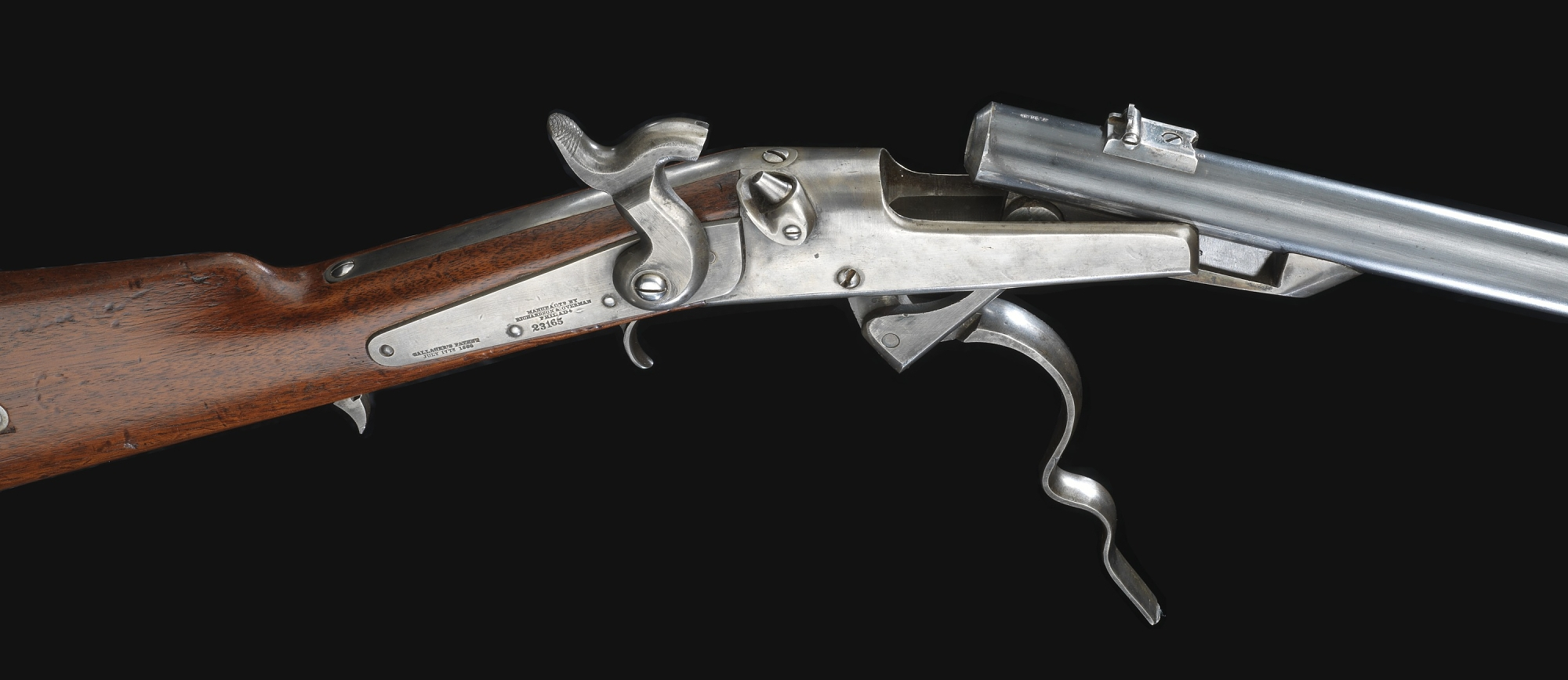
Gallanger z otwartym zamkiem

Karabinek Gallager – jednostrzałowy, odtylcowy karabinek kawaleryjski skonstruowany przez Mahlona J. Gallagera. Używany przez kawalerię US Army podczas wojny secesyjnej.

## Historia
Druga połowa XIX wieku była okresem gwałtownego rozwoju odtylcowej broni palnej. Wśród konstruktorów próbujących w tym okresie skonstruować nowoczesny karabin był Mahlon J. Gallager. W końcu lat 50 XIX wieku zaprojektował on karabin kapiszonowy zasilany nabojami w papierowej łusce. Otwarcie zamka karabinu Gallagera następowało po odchyleniu dźwigni pełniącej rolę kabłąka spustowego. Po odchyleniu dźwigni lufa przesuwała się do przodu, a następnie odchylała w dół.
Największą wadą pierwszego karabinu Gallagera były przedmuchy gazów prochowych przez nieszczelny zamek (wada typowa dla pierwszych karabinów odtylcowych). Po pojawieniu się pierwszych łusek metalowych Gallagher zastosował do zasilania swojego karabinu nabój z łuską metalowo-papierową opatentowaną przez Poultneya (patent nr 40988). Łuska nowego naboju była cylindryczna, pozbawiona kryzy. Brak kryzy był przyczyną zakleszczania się łusek w komorze nabojowej, co wymagało użycia noża do ich wydobycia. Dodatkowo łuska Poultneya była pozbawiona własnego zapłonu i karabin był nadal wyposażony w zamek kapiszonowy.
17 lipca 1860 roku Gallager otrzymał na swój karabin amerykański patent numer 29157. W następnych miesiącach konstruktor próbował zainteresować swoim karabinem kilka firm, ale wady broni ujawniające się podczas prezentacji prototypu (ciągle występujące przedmuchy gazów prochowych i kłopoty z ekstrakcją łusek) szybko zniechęcały do współpracy kolejnych chętnych.
W 1861 roku wybuchła wojna secesyjna. Gwałtownie rozbudowująca się armia zaczęła poszukiwać dostawców dużych ilości broni. Wady karabinu Gallagera stały się mniej ważne wobec możliwości szybkiego uruchomienia jego produkcji. 21 sierpnia 1861 roku Departament Uzbrojenia zamówił w firmie Richardson & Overmann z Filadelfii w Pensylwanii. Broń Gallagera zamówiono w wersji karabinka kawaleryjskiego wyposażonego w pręt zwieszakowy.
Ponieważ zamówione karabinki nie różniły się konstrukcją od prototypów, prawdopodobnie nie zamówiono by następnych partii, ale nagle karabinek Gallagera uzyskał poparcie Thomasa A. Scotta, pełniącego funkcję asystenta sekretarza wojny. Polecił on generałowi Jamesowi W. Ripley, szefowi Departamentu Uzbrojenia zamówić 5000 karabinków Gallagera i 200 000 naboi pod warunkiem zagwarantowania dostaw 1000 karabinków miesięcznie, obniżenia ceny jednego karabinu z 30 do 20 dolarów i zagwarantowania ceny za 1000 naboi na poziomie 25 dolarów (na tych samych warunkach kupowano karabinki innych konstruktorów).
Firma Richardson & Overmann od początku miała problemy z terminowym dostarczaniem karabinków Gallagera do wyznaczonego przez armię Frankford Arsenal w Bridesburgu. Później pojawiły się problemy z produkcją amunicji spowodowane pożarem w fabryce amunicji, w którym zginęło 50 pracownic. Niskie tempo dostaw wynoszące 200–600 karabinków miesięcznie sprawiło, że Departament Uzbrojenia zagroził zerwaniem kontraktu, ale pogorszenie się sytuacji na froncie spowodowało, że ostatecznie 22 sierpnia 1862 podpisano nowy kontrakt na następne karabinki. Powiększenie zamówienia spowodowało zwiększenie tempa produkcji i w styczniu 1863 roku udało się wyprodukować 1600 karabinków Gallagera.
Wyprodukowane karabinki były dostarczane głównie jednostkom walczącym na zachodzie USA. Otrzymały je 2., 3., 4., i 6. pułk kawalerii z Ohio, 13. pułk z Tennessee, i 7. pułk kawalerii z Iowa. Mniejsze ilości karabinków Gallagera dostarczono jednostkom walczącym na wschodzie USA (uzbrojono w nie między innymi 3. pułk kawalerii z Wirginii Zachodniej). Karabinki Gallagera były używane podczas bitwy pod Wilderness (2. pułk z Ohio), walk w środkowym Tennessee i oblężenia Atlanty (3. i 4. pułk z Ohio), bitew pod Bull Run i Frdericksburgiem (6. pułk z Ohio), Gettysburgiem (3. pułk z Wirginii Zachodniej).
W lutym i maju 1863 roku zawarto następne kontrakty na dostawę karabinków Gallaghera. Jednak produkcja miesięczna zaczyna spadać i kończy się w lutym 1864 roku. Przyczyny zaprzestania produkcji Gallagera były dwie. Pierwszą było rozpoczęcie w produkcji karabinków powtarzalnych Spencera w drugiej połowie 1863 roku. Drugą raport oparty na opiniach oficerów jednostek uzbrojonych w karabinki Gallagera powstały na przełomie 1863 i 1864 roku. Opinia użytkowników karabinka Gallaghera była miażdżąca, 80% (40 z 50 ankietowanych oficerów) określiło go jako całkowicie bezwartościowy z uwagi na czasochłonną ekstrakcję łusek i w związku z tym niską szybkostrzelność. Oficjalnie raport został przekazany sekretarzowi wojny 5 kwietnia 1864 roku. Raport został co prawda skrytykowany za błędy w opisie amunicji, ale wniosków ostatecznych nie podważono i ostatecznie postanowiono nie zawierać dalszych kontraktów na karabinki Gallagera. W grudniu 1864 roku z wytworzonych wcześniej części zmontowano ostatnie 100 karabinków. Łącznie kawalerii przekazano 17 728 karabinków i 8.294.023 naboje.
Po przerwaniu produkcji Mahlon L. Gallager postanowił zmodyfikować swój karabinek. Przystosował go do zasilania nabojem .50/52 Spencer. Ponieważ nowy nabój była nabojem bocznego zapłonu w miejsce kominka na który zakładano kapiszon umieścił masywną iglicę, która uderzana przez kurek powodowała wystrzał. Nabój Spencera miał kryzę dzięki czemu możliwe było wyposażenia karabinka Gallagera w wyciąg i wyeliminowanie kłopotów z ekstrakcją łusek.
W 1865 roku zmodyfikowany karabinek zaprezentowano Departamentowi Uzbrojenia. Po prezentacji zamówił on modyfikację 5000 karabinków Gallagera z zamkiem kapiszonowym do nowej wersji. Zmodyfikowane karabiny miały zostać dostarczone pomiędzy 4 maja a 3 czerwca 1865 roku. W przypadku pomyślnych wyników testów zmodyfikowanych karabinków miano wznowić ich produkcję.
9 kwietnia 1865 roku Południe skapitulowało. Zakończenie wojny spowodowało, że po dostarczeniu 5000 zmodyfikowanych karabinków dalszych zamówień nie było, armia zdecydowała, że z uzbrojenia kawalerii wycofane zostaną wszystkie typy karabinków poza karabinkami Spencera.
Firma Richardson & Overman próbowała jeszcze przez krótki czas produkować zmodyfikowane karabinki Gallagera na rynek cywilny, ale wobec nasycenia rynku bronią z demobilu wojskowego produkcję wstrzymano w drugiej połowie lat 60.
Po wycofaniu z uzbrojenia armii amerykańskiej karabinki Gallaghera zostały w większości złomowane. Jedynie firma Schuyler, Hartley & Greham zakupiła w 1870 roku pewną ilość tych karabinków (w wersji zmodyfikowanej do kal. .50/52 Spencer). Karabinki te stanowiły większość spośród 2500 karabinków zakupionych przez tę firmę po 12,25 dolara za sztukę. Zakupiona broń trafiła wkrótce do Francji i została użyta podczas wojny francusko-pruskiej.

## Wersje

### Model 1860
Gallager M1860 był bronią jednostrzałową, z zamkiem kapiszonowym i gwintowaną lufą.
Zamek był otwierany przy pomocy dźwigni pełniącej także rolę kabłąka spustowego. Odchylenie dźwigni do dołu powodowało przesunięcie lufy do przodu, a następnie jej odchylenie w dół. Dźwignia w pozycji zamkniętej była przytrzymywana przez zatrzask umieszczony pod szyjką kolby.
Odpalenie naboju dokonywał kurek zewnętrzny uderzający w kapiszon. Iskra powstała po odpaleniu kapiszonu była doprowadzana do ładunku prochowego otworkiem w dnie łuski, przepalała włożony do łuski od wewnątrz papier zapobiegający wysypaniu się prochu na zewnątrz i inicjowała ładunek miotający.
Gallager M1861 był wyposażony w kolbę drewnianą i stalową baskilę. Lufa długości 22 cali, kaliber 0,525". Po lewej stronie kolby znajdował się pręt zwieszakowy. Przyrządy celownicze składały się z muszki i stałej szczerbiny (nastawa 100 jardów), oraz składanej płytki ze szczerbinami o nastawach 300 i 500 jardów.

### Model 1865
Karabinek w wersji z 1865 roku był przystosowany do zasilania nabojem bocznego zapłonu. W związku z tym zamiast kominka posiadał masywną iglicę. Dodatkowo wyposażony był w wyciąg i miał inaczej ukształtowaną komorę nabojową.